# Андрейченко Максим Павлович
Макси́м Па́влович Андре́йченко (нар. 30 вересня 1992, Мена, Чернігівська область — пом. 22 серпня 2014, Біле, Лутугинський район, Луганська область) — український військовик, солдат Збройних сил України, учасник російсько-української війни.

## Життєпис
Народився 1992 року в місті Мена на Чернігівщині. Після закінчення менської школи навчався у Конотопському політехнічному технікумі, потім здобув вищу освіту в Конотопському політехнічному інституті.
З вересня 2013 року уклав контракт; водій-механік 1-ї окремої гвардійської танкової бригади.
Загинув 22 серпня 2014 року в смт Біле Лутугинського району на Луганщині — від вибухової травми, внаслідок влучення снаряда в танк. У тому ж часі поліг Микола Лущик. Максим зазнав поранень у ноги та серце, але залишався живим. Пораненим надали першу медичну допомогу; Максиму вкололи два уколи знеболювального, третій не кололи — боялися, що не витримає серце. «Газеллю» відправили поранених до госпіталю — але він на той час змінив місце розташування, Максим помер у дорозі внаслідок кровотечі.
Залишились батьки та сестра.
Похований у місті Мена.

## Нагороди та вшанування
За особисту мужність і героїзм, виявлені у захисті державного суверенітету та територіальної цілісності України, вірність військовій присязі під час російсько-української війни, відзначений — нагороджений:
- орденом «За мужність» III ступеня (15.5.2015, посмертно).
- 5 грудня 2014 року в Менській ЗОШ ім. Т. Г. Шевченка відкрито меморіальну таблицю[1].
- Нагороджений нагрудним знаком «За оборону Луганського аеропорту» від спілки учасників бойових дій АТО «Побратими України»[2].
- 20 квітня 2021 року — Почесна відзнака Чернігівської обласної ради «За мужність і вірність Україні»[3].
- Надано звання «Почесний громадянин Менського району» (посмертно).
- Його портрет розміщений на меморіалі «Стіна пам'яті загиблих за Україну» в Києві: секція 3, ряд 6 місце 2.
- Вшановується 22 серпня на щоденному ранковому церемоніалі вшанування українських захисників, які загинули цього дня в різні роки внаслідок російської збройної агресії[4].
- нагрудний знак «За оборону Луганського аеропорту» (посмертно).